# Ginástica artística nos Jogos Olímpicos de Verão da Juventude de 2010 - Argolas
A final das argolas da ginástica artística nos Jogos Olímpicos de Verão da Juventude de 2010 foi disputada no dia 21 de agosto no Bishan Sports Hall, em Singapura.

## Medalhistas
| Ouro   | ROU Andrei Muntean |
| Prata  | JPN Yuya Kamoto    |
| Bronze | ESP Nestor Abad    |

## Resultados

### Qualificatória
A etapa qualificatória para este e para os demais aparelhos, bem como para o individual geral, foi disputada no dia 16 de agosto. 41 ginastas competiram e os oito melhores se classificaram para a final.

### Final
| Pos.              | Ginasta               | Dificuldade | Execução | Penalidades | Total  |
| ----------------- | --------------------- | ----------- | -------- | ----------- | ------ |
| Medalha de ouro   | ROU Andrei Muntean    | 5.300       | 9.050    | —           | 14.350 |
| Medalha de prata  | JPN Yuya Kamoto       | 5.200       | 9.000    | —           | 14.200 |
| Medalha de bronze | ESP Nestor Abad       | 5.000       | 9.150    | —           | 14.150 |
| 4                 | UKR Oleg Stepko       | 5.000       | 8.975    | —           | 13.975 |
| 5                 | MGL Erdenebold Ganbat | 5.500       | 8.475    | —           | 13.975 |
| 6                 | RUS Daniil Kazachkov  | 4.900       | 8.925    | —           | 13.825 |
| 7                 | CHN Zhu Xiaodong      | 5.200       | 8.575    | —           | 13.775 |
| 8                 | USA Jesse Glenn       | 4.900       | 8.475    | —           | 13.375 |